# L'uomo che vorrei
L'uomo che vorrei (Dream Girl) è un film del 1948, diretto da Mitchell Leisen. 

## Trama
La ventiduenne Georgiana Allerton, gestrice di una libreria a corto di clienti ed autrice di un romanzo non pubblicato, è usa fare sogni ad occhi aperti. Al matrimonio di sua sorella Miriam con Jim Lucas la giovane sogna che Jim, del quale ella è innamorata anche nella realtà, interrompa la cerimonia per sposare invece lei.
Il giornalista Clark Redfield, da poco conosciuto, fa a Georgiana una corte insistente ma non fastidiosa, ma viene sempre respinto con disappunto dalla ragazza. Una sera George Hand, suo conoscente, propone a Georgiana di fuggire insieme in Messico, e la giovane immagina un'avventura esotica in cui lei è una cantante ispanica che finisce tragicamente coll'uccidersi.
Il matrimonio di Jim e Miriam ha presto fine, e l'uomo ora ricambia l'amore di Georgiana. La giovane sogna allora la possibile vita con Jim in un ranch nel West.  Jim, che nella realtà si deve recare a Reno per ottenere rapidamente il divorzio, dà appuntamento all'aeroporto a Georgiana, di modo che possano sposarsi nella località del Nevada. Georgiana quella sera ha accettato l'invito di Clark all'opera, e sogna di salire sul palco e di interpretare divinamente la Butterfly.
All'uscita dal teatro, e in attesa di recarsi all'aeroporto, Georgiana e Clark parlano di vari argomenti, e l'uomo fa presente alla ragazza che i sogni ad occhi aperti potrebbero anche essere un modo per estraniarsi dalla realtà e non realizzare mai nulla. Più avanti nella notte Georgiana telefona ai genitori e comunica loro di essersi sposata con Clark.       	